# Mardochaíos Frizís
Mardochaíos Frizís, en grec moderne : Μαρδοχαίος Φριζής, ou Mordechái (Μορντεχάι) (1er janvier 1893-5 décembre 1940), est un officier de l'Armée hellénique, qui a combattu pendant la Première Guerre mondiale et s'est distingué pendant la Seconde Guerre mondiale. Il est tué en combattant la division Julia.

## Biographie
Mardochaíos Frizís naît à Chalcis, sur l'île d'Eubée, en Grèce, dans une famille juive romaniote. Il est l'un des 12 enfants de Jacob et Iopi Frizis. Après avoir étudié le droit à l'université d'Athènes, il s'engage dans l'armée grecque en 1916 et suit une formation d'officier. Il combat pendant la Première Guerre mondiale sur le front de Macédoine, et participe à l'intervention alliée pendant la guerre civile russe. Il devient sous-lieutenant en 1919. En 1922, alors qu'il vient d'être promu premier lieutenant, il prend part à la guerre gréco-turque de 1919-1922. Il est fait prisonnier par les Turcs. En tant que seul officier grec non chrétien, on lui offre la liberté, mais il refuse et choisit de rester avec ses camarades, endurant onze mois de captivité.
Après la guerre, Frizís est promu capitaine et envoyé à Paris pour étudier à l'École militaire. À son retour en Grèce, il est promu major et affecté au troisième corps d'armée basé à Thessalonique.
Pendant la Seconde Guerre mondiale, Frizís, désormais colonel, participe à la guerre italo-grecque et réussit à repousser une attaque italienne sur le pont de la rivière Thýamis, suivie d'une contre-attaque grecque. Lorsque les Italiens ripostent par des bombardements aériens, ses hommes descendent de cheval et se réfugient dans des tranchées, tandis qu'il continue à parcourir le champ de bataille à cheval en criant « courage » pour rallier ses hommes, mais il est gravement blessé au ventre, tout en continuant à essayer de rallier ses hommes. Lorsque les avions italiens se retirent, on  découvre qu'il a succombé à ses blessures.
Après sa mort au combat, le Premier ministre Ioánnis Metaxás et un journal national rendent hommage à l'officier. Un porte-parole du roi Georges II de Grèce écrit à la famille de Frizís : « À l'occasion de la mort glorieuse pour son pays de votre époux bien-aimé, l'héroïque colonel Mardochaíos Frizís, Sa Majesté le roi m'a chargé de vous transmettre, à vous et à votre famille, ses plus sincères condoléances ».
Ioánnis Metaxás écrit la lettre suivante à l'épouse de Frizís: « J'ai appris la mort au champ d'honneur de votre mari, avant que vous ne le sachiez et je ne savais pas comment vous en informer. Vous et votre famille, ainsi que les familles qui ont perdu leurs protecteurs, deviendront les familles de notre État. Soyez assurée que la protection de la Grèce ne vous quittera jamais, ni vous ni vos enfants. Les enfants du colonel Frizís seront vénérés par la jeunesse de notre nation. Avec des sentiments d'honneur et d'amour". »
En 2002, ses restes sont localisés en Albanie et transférés au nouveau cimetière juif de Thessalonique.
L'État grec a honoré sa mémoire en érigeant des bustes à son effigie aux musées de la guerre de Kalpáki et d'Athènes, dans sa ville natale de Chalcis, et en donnant son nom à une rue d'Athènes.

## Galerie

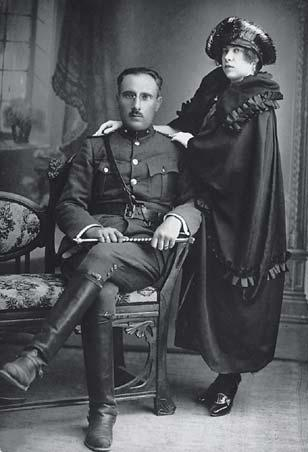
Le colonel Mardochaíos Frizís et son épouse Victoria Costi (avant 1940).
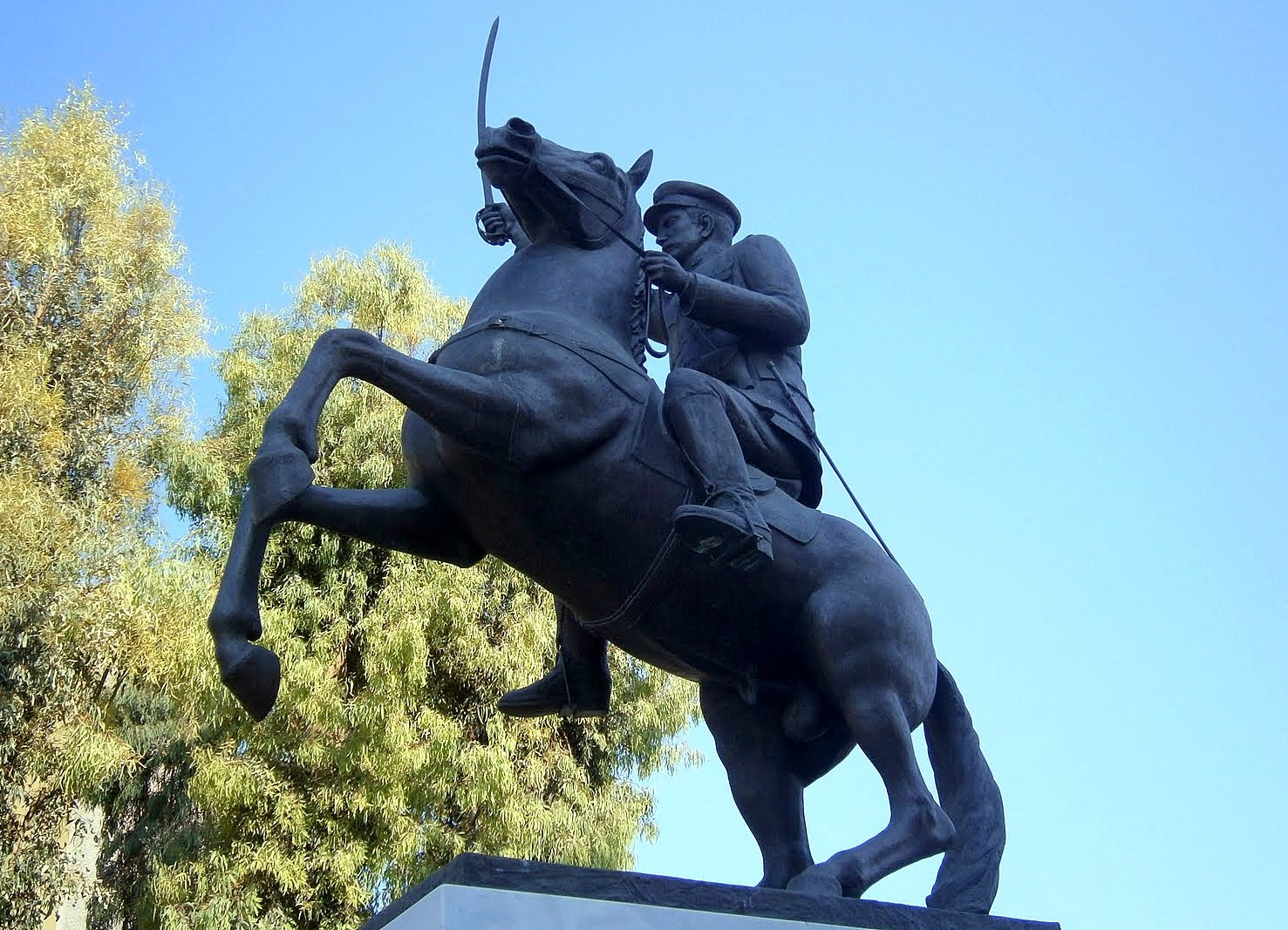
Statue à la mémoire de Mardochaíos Frizís, à Chalcis.
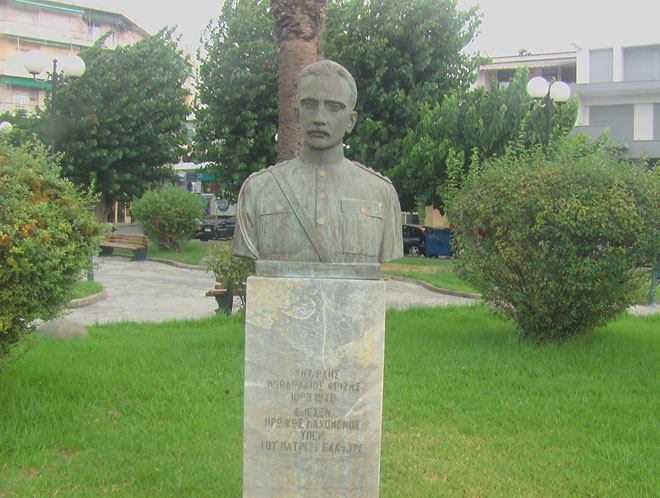
Buste de Mardochaíos Frizís, à Chalcis.
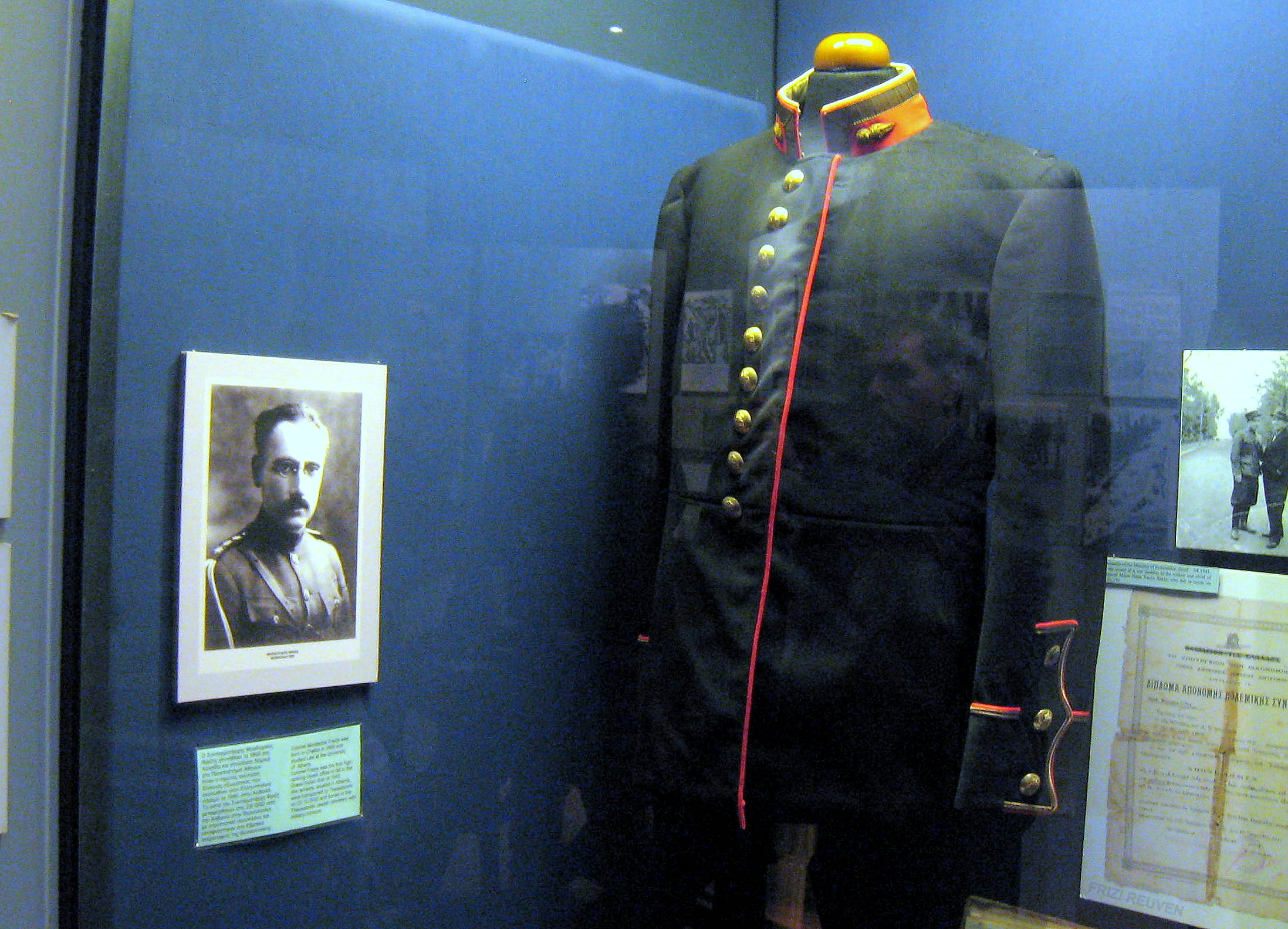
Son uniforme, au Musée juif de Thessalonique.
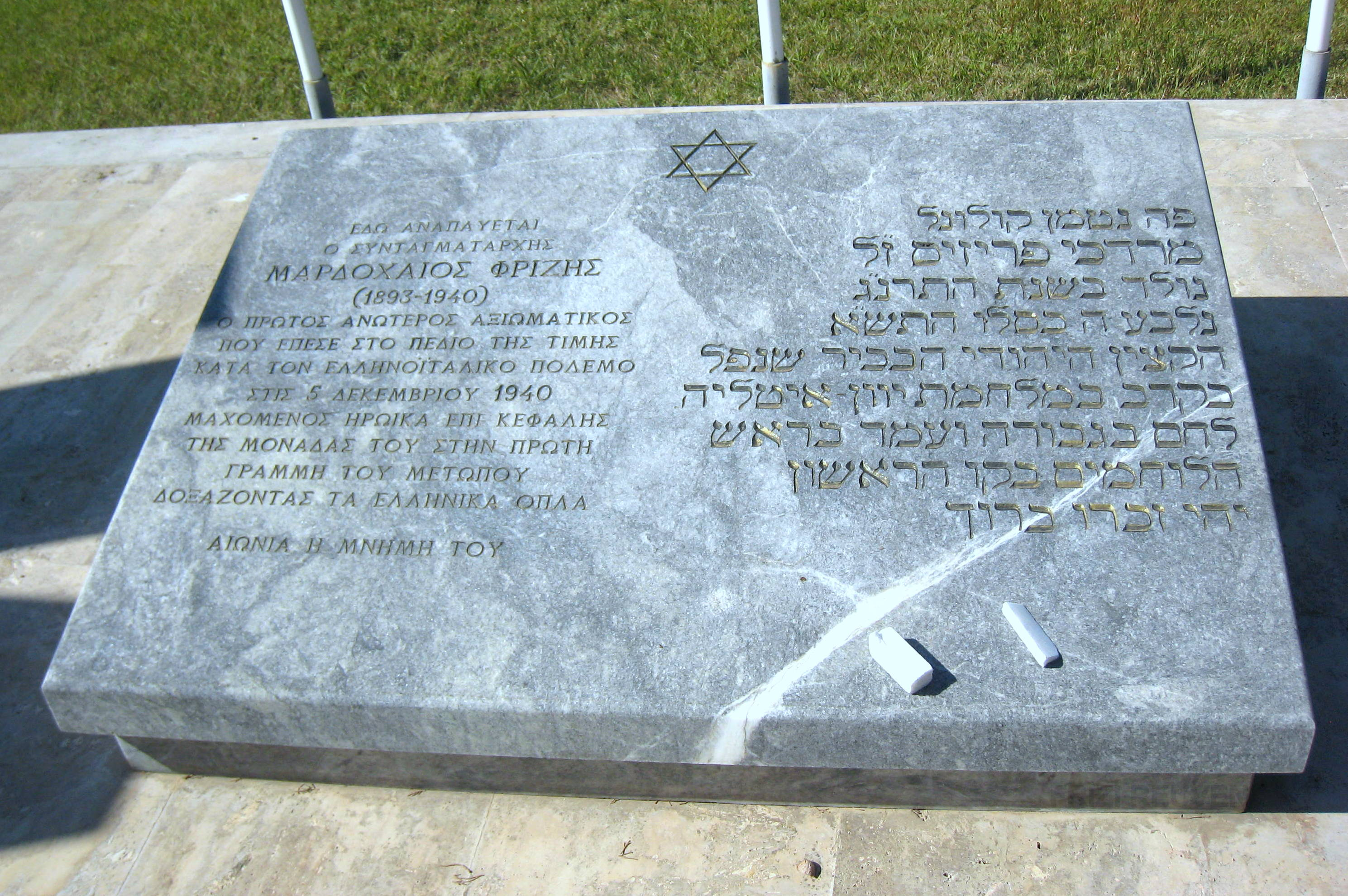
Sa tombe, au nouveau cimetière juif de Thessalonique.